# Friederike Michelsen
Friederike Michelsen (* 1923 in Düsseldorf; † 16. Mai 2016 in Öschelbronn) war eine deutsche Malerin, Graphikerin und Schriftstellerin, die freischaffend in der Künstlerkolonie Worpswede wirkte.

## Biografie
Michelsen machte 1942 Abitur. Nach Arbeits- und Kriegsdienst studierte sie 1944 an der Staatlichen Akademie der Bildenden Künste Karlsruhe in Karlsruhe, machte von 1947 bis 1950 eine Ausbildung zur Gymnastiklehrerin in Loheland/Rhön und von 1952 bis 1954 zur Volksschullehrerin in Lüneburg. 1960/61 studierte sie an der Werkkunstschule Hannover im Rahmen der Lehrerfortbildung (Zeichenlehrerin) und 1970/71 mit Prüfungsabschluss (Werklehrerin).
Sie wirkte bis 1975 als Kunstlehrerin in Stade, dem Wohnsitz ihrer Eltern, und anderen Schulen in Niedersachsen. Anfang der 1970er siedelte sie nach Worpswede über. Dort wirkte sie 35 Jahre lang als freischaffende Künstlerin mit einem Schwerpunkt auf Farbradierungen, Malerei und Linolschnitte, später auch bis 1996 als Graphikerin in Zusammenarbeit mit dem Kupferdrucker Herbert Jaeckel in der von dessen Onkel Martin Paul Müller 1919 gegründeten Künstlerpresse Worpswede. Die Motive ihrer Bilder sind Stillleben und Landschaftsszenen. So hat sie eine Vielzahl von Radierungen geschaffen, welche die stimmungsvolle norddeutsche Tiefebene landschaftlich einfangen. Einige Bilder widmen sich auch religiösen Fragestellungen, wie z. B. dem „A&O“ aus der Offenbarung des Johannes. Dies gilt auch für ihre – teilweise in plattdeutscher Sprache verfassten – von ihr graphisch selbst illustrierten, zwischen 1989 und 1992 herausgebrachten vier Gedichtbände.  Bis zu ihrem Tod lebte sie in einer Seniorenresidenz in Öschelbronn in Baden-Württemberg.

## Ausstellungen
- Akademie Loccum
- Brockdorff-Palais, Glückstadt
- Hannover
- Löwenapotheke (Stade)
- Viersen-Willich
- Ludwig-Windthorst-Haus, Lingen
- Kunsthalle Bremen
- Niels-Stensen-Haus, Worphausen
- Johanneshaus, Schelbronn

## Werke
- Lütt Wiehachtsspeel ut Overhamm: Opschreepen 1965 in mien lütte School för mien "leewe Lüd vun Overhamm" Stade: St. Cosmae-Karken, 1971. PBuB-ID: 10431
- Auf dem Wege zu Ihm: Meditationen und Gebete. Texte über den Weg zu Gott und in Zwiesprache mit Gott. Verlag M. Simmering, Lilienthal 1993.
- In Nebel schwindet nun das Jahr. Herbstgedanken. Verlag M. Simmering, Lilienthal 1992.